# Episodi di The Cleaner (prima stagione)
La prima stagione della serie televisiva The Cleaner è andata in onda negli Stati Uniti dal 15 luglio al 14 ottobre 2008, sul canale via cavo A&E Network.
In Italia la prima stagione è stata trasmessa dal 6 dicembre 2009 al 7 marzo 2010, su Joi, canale pay della piattaforma Mediaset Premium.
| nº | Titolo originale    | Titolo italiano        | Prima TV USA      | Prima TV Italia  |
| -- | ------------------- | ---------------------- | ----------------- | ---------------- |
| 1  | Pilot               | Il patto con Dio       | 15 luglio 2008    | 6 dicembre 2009  |
| 2  | Rag Dolls           | Bambole da surf        | 22 luglio 2008    | 13 dicembre 2009 |
| 3  | Meet the Joneses    | Amici pericolosi       | 29 luglio 2008    | 20 dicembre 2009 |
| 4  | Chaos Theory        | La teoria del caos     | 5 agosto 2008     | 3 gennaio 2010   |
| 5  | Here Comes the Boom | Le ferite del passato  | 19 agosto 2008    | 10 gennaio 2010  |
| 6  | To Catch a Fed      | Caccia all'uomo        | 26 agosto 2008    | 17 gennaio 2010  |
| 7  | House of Pain       | La casa del dolore     | 2 settembre 2008  | 24 gennaio 2010  |
| 8  | Let It Ride         | Il mondo delle corse   | 9 settembre 2008  | 31 gennaio 2010  |
| 9  | The Eleventh Hour   | Uno di troppo          | 16 settembre 2008 | 7 febbraio 2010  |
| 10 | Rebecca             | Rebecca                | 23 settembre 2008 | 14 febbraio 2010 |
| 11 | Back To One         | Da capo                | 30 settembre 2008 | 21 febbraio 2010 |
| 12 | Five Little Words   | Cinque semplici parole | 7 ottobre 2008    | 28 febbraio 2010 |
| 13 | Lie With Me         | Ascoltando Dio         | 14 ottobre 2008   | 7 marzo 2010     |